# Nassing
Nassing ist eine Ortschaft in der Gemeinde Weitensfeld im Gurktal im Bezirk Sankt Veit an der Glan in Kärnten. Die Ortschaft hat 7 Einwohner (Stand 1. Jänner 2024). Sie liegt auf dem Gebiet der Katastralgemeinde Altenmarkt.

## Lage
Nassing liegt linksseitig im Gurktal, in der Katastralgemeinde Altenmarkt, gut 3 km nördlich des  Gemeindehauptorts Weitensfeld, durch den oberen Andrägraben von St. Andrä getrennt. 
Zur Ortschaft gehören die Neboth-Hube (Nr. 2), die German-Hube (Nr. 3), die Kreuz-Keusche (Nr. 5) und ein Haus ohne Vulgonamen (Nr. 6). Im Franziszeischen Kataster waren in der Rotte auch die Hausnamen Brucker und Pessenbacher verzeichnet.

## Geschichte
Der Ort wird 1246 als Nassim und 1304 als Nessnich genannt.
Bei Gründung der Ortsgemeinden Mitte des 19. Jahrhunderts kam Nassing an die Gemeinde Weitensfeld. 
Bei der Kärntner Gemeindestrukturreform von 1973 kam Nassing an die damals neu errichtete Gemeinde Weitensfeld-Flattnitz, bei deren Auflösung 1991 wieder zur Gemeinde Weitensfeld im Gurktal.

## Bevölkerungsentwicklung
Für die Ortschaft ermittelte man folgende Einwohnerzahlen:
- 1869: 5 Häuser, 27 Einwohner[4]
- 1880: 3 Häuser, 23 Einwohner[5]
- 1890: 4 Häuser, 17 Einwohner[6]
- 1900: 3 Häuser, 17 Einwohner[7]
- 1910: 3 Häuser, 19 Einwohner[8]
- 1923: 3 Häuser, 27 Einwohner[9]
- 1934: 30 Einwohner[10]
- 1961: 4 Häuser, 31 Einwohner[11]
- 2001: 4 Gebäude (davon 2 mit Hauptwohnsitz) mit 6 Wohnungen; 13 Einwohner und 0 Nebenwohnsitzfälle; 4 Haushalte; 0 Arbeitsstätten, 3 land- und forstwirtschaftliche Betriebe[12]
- 2011: 4 Gebäude, 10 Einwohner, 3 Haushalte, 0 Arbeitsstätten[13]
- 2021: 4 Gebäude, 8 Einwohner, 4 Haushalte, 0 Arbeitsstätten[14]